# Alex Ferreira
Alex Ferreira (Aspen, 14 agosto 1994) è uno sciatore freestyle statunitense medaglia d'argento nell'halfpipe alle Olimpiadi di Pyeongchang 2018 e di bronzo a Pechino 2020.

## Biografia
Ferreira ha disputato la sua prima gara di Coppa del Mondo a Copper Mountain nel dicembre 2011. Già salito sul podio per la prima volta con un terzo posto ottenuto a Tignes nel marzo 2015, due anni dopo ha collezionato anche due vittorie in Coppa del Mondo.
Alle Olimpiadi di Pyeongchang 2018 accede alla finale con il secondo miglior punteggio nella fase di qualificazione, confermandosi con 96.40 punti al secondo posto dietro allo statunitense David Wise (97.20 punti) e davanti al neozelandese Nico Porteous (94.80 punti). Ai Giochi successivi di Pechino 2022 conferma il podio nell'halfpipe, vincendo la medaglia di bronzo.
Nei Campionati Mondiali di freestyle ha ottenuto due bronzi, sempre nell'halfpipe.

## Palmarès

### Olimpiadi
- 2 medaglie:
  - 1 argento (halfpipe a Pyeongchang 2018)
  - 1 bronzo (halfpipe a Pechino 2022)

### Mondiali
- 2 medaglie:
  - 2 bronzi (halfpipe a Bakuriani 2023; halfpipe a Engadina 2025)

### Winter X Games
- 8 medaglie:
  - 3 ori (superpipe ad Aspen 2019; superpipe ad Aspen 2020; superpipe ad Aspen 2024)
  - 3 argenti (superpipe a Oslo 2016; superpipe ad Aspen 2018; superpipe ad Aspen 2025)
  - 2 bronzi (superpipe ad Aspen 2014; superpipe ad Aspen 2015)

### Coppa del Mondo
- Vincitore della Coppa del Mondo generale di freestyle nel 2024
- Vincitore della Coppa del Mondo di halfpipe nel 2018, nel 2024 e nel 2025
- 20 podi:
  - 11 vittorie
  - 7 secondi posti
  - 2 terzi posti

#### Coppa del Mondo - vittorie
| Data              | Luogo            | Paese         | Disciplina |
| ----------------- | ---------------- | ------------- | ---------- |
| 7 marzo 2017      | Tignes           | Francia       | HP         |
| 1º settembre 2017 | Cardrona         | Nuova Zelanda | HP         |
| 10 dicembre 2021  | Copper Mountain  | Stati Uniti   | HP         |
| 21 gennaio 2023   | Calgary          | Canada        | HP         |
| 9 dicembre 2023   | Secret Garden    | Cina          | HP         |
| 15 dicembre 2023  | Copper Mountain  | Stati Uniti   | HP         |
| 3 febbraio 2024   | Mammoth Mountain | Stati Uniti   | HP         |
| 16 febbraio 2024  | Calgary          | Canada        | HP         |
| 18 febbraio 2024  | Calgary          | Canada        | HP         |
| 21 dicembre 2024  | Copper Mountain  | Stati Uniti   | HP         |
| 2 febbraio 2025   | Aspen            | Stati Uniti   | HP         |

Legenda:

HP = Halfpipe